# Igreja da Imaculada Conceição (Lomba da Fazenda)

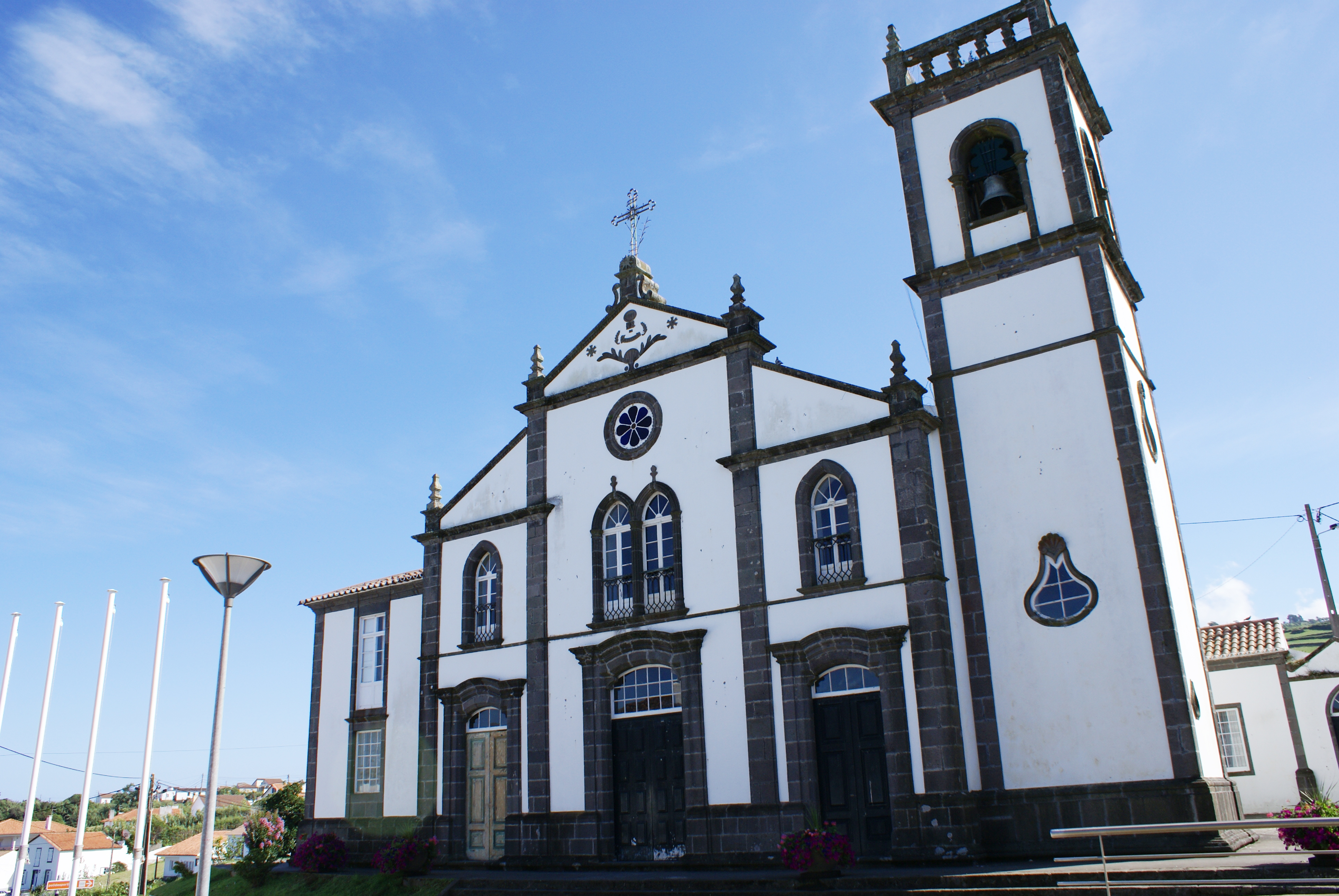
Igreja da Imaculada Conceição, Lomba da Fazenda.

A Igreja da Imaculada Conceição (Lomba da Fazenda)  é um templo cristão português localizado na Lomba da Fazenda, concelho do Nordeste, ilha açoriana de São Miguel, arquipélago dos Açores.
Este templo bastante antigo tem a sua fundação no século XVIII, tendo ao longo dos tempos sido alvo de manutenção e melhoramentos.
Esta igreja de apreciáveis dimensões apresenta-se dotado de uma única torre sineira e de bons trabalhos em cantaria de basalto de cor negra.
A fachada apresenta uma singular rosácea também em cantaria de basalto.